# Ptericoptus panamensis
Ptericoptus panamensis är en skalbaggsart som beskrevs av Bates 1880. Ptericoptus panamensis ingår i släktet Ptericoptus och familjen långhorningar.
Artens utbredningsområde är Panama. Inga underarter finns listade i Catalogue of Life.